# Brunfelsia bonodora
Brunfelsia bonodora  es una especie de arbusto perteneciente a la familia Solanaceae. Se encuentra en Brasil.

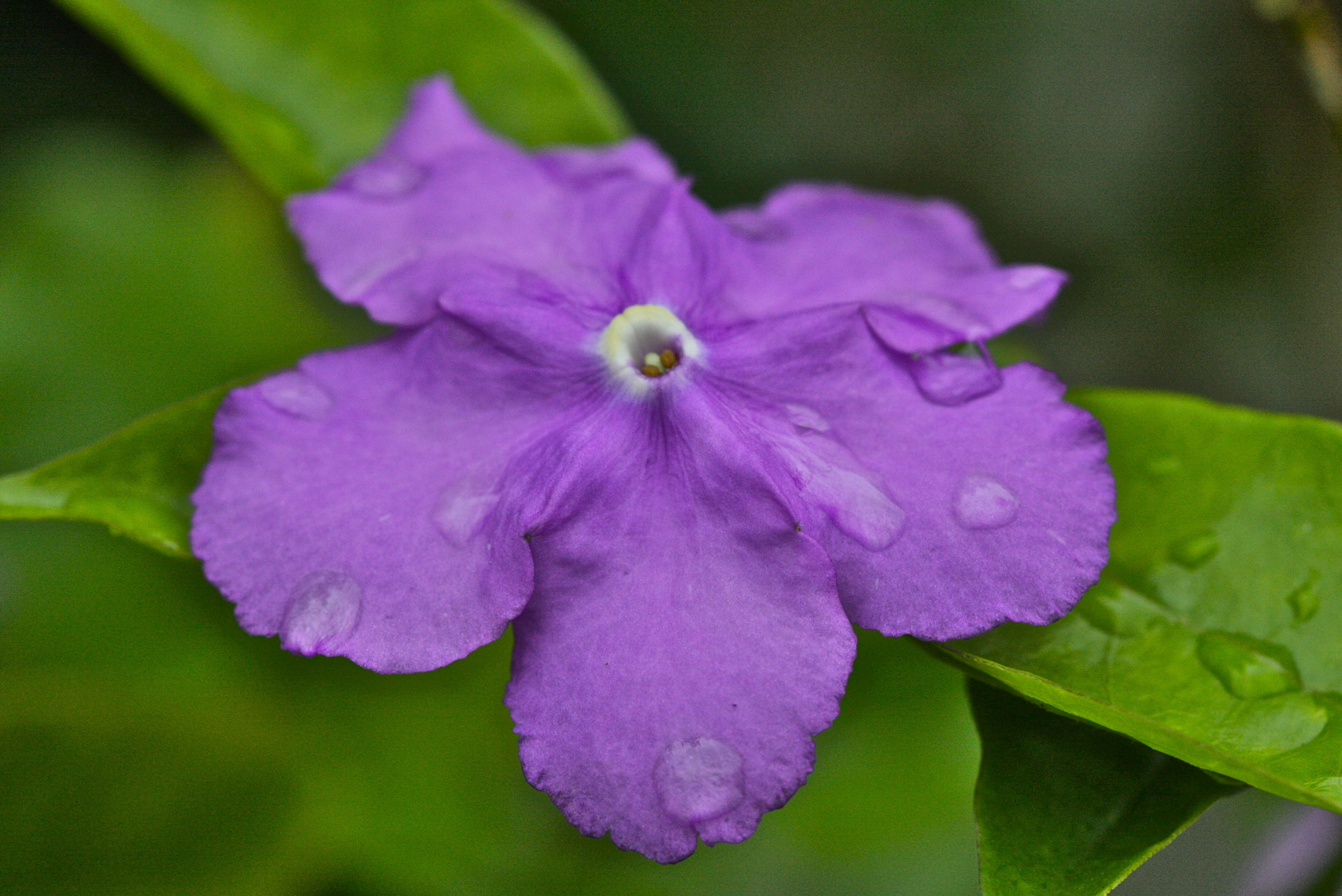
Flor

## Descripción
Brunfelsia bonodora es arbusto que alcanza un tamaño de  1 a 2 metros de alto. Las ramas están ascendiendo, en difusión, no son frondosas y son glabras. La corteza es delgada y de color marrón claro. Las ramas son también sin pelo o pueden ser escasos y esponjosos,  de color marrón grisáceo. Las hojas están a lo largo de las ramas, la lámina de la hoja es firmemente membranosa, de 5 - 14,5 centímetros de largo y de 2 a 5 centímetros de ancho, es estrecha elíptica a lanceolada, puntiagudas hacia adelante, en la base obtusa a cuneada. Las inflorescencias  son terminales,  compactas y no ramificadas. Se componen de 3 a 15 flores fragantes que son azules inicialmente, pero se desvanecen después a blanco. Rara vez las inflorescencias se reducen a sólo una o dos flores. El fruto es una cápsula de 8 mm de largo y de 6 a 8 milímetros de ancho. Es ovalada y contiene aproximadamente cinco semillas.

## Distribución y hábitat
Brunfelsia bonodora La especie se encuentra principalmente en el estado brasileño de Río de Janeiro, y también en el estado de São Paulo. Crece exclusivamente en las selvas montañosas costeras, a altitudes de hasta 700 metros.

## Toxicidad
Las raíces de varias especies correspondientes al género Brunfelsia contienen sustancias cuyo consumo puede provocar problemas en la salud humana según el compendio publicado por la Autoridad Europea de Seguridad Alimentaria en 2012. En concreto contienen alcaloides indólicos derivados de la Beta-carbolina como la harmina, la tetrahidroharmina, la harmalina, la manacina, la manaceína, y derivados del dimetiltriptamina y de la amidina tales como el pirrol 3-carboxamidina. 

## Taxonomía
Brunfelsia bonodora fue descrita por (Vell.) J.F.Macbr.  y publicado en Publications of the Field Museum of Natural History, Botanical Series 8(2): 112. 1930.
Etimología
Brunfelsia: nombre genérico que fue otorgado en honor del herbalista alemán Otto Brunfels (1488–1534).
bonodora: epíteto
Sinonimia
- Besleria bonodora Vell.	[3]